# HSBC Tower (Midtown Manhattan)
La HSBC Tower es un edificio de oficinas estadounidense de 30 pisos situado en el 452 de la Quinta Avenida con vistas a la Biblioteca Pública de Nueva York y Bryant Park, en la esquina suroeste de la Calle 40 y Quinta Avenida en el Midtown Manhattan, en Nueva York. El edificio, terminado en 1984, tiene 122 metros de altura y 30 pisos. Desde abril de 2010 pertenece a la Property & Building Corporation (PBC). La empresa compró el inmueble a Midtown Equities y al holding israelí IDB Group por $330 millones de dólares en una operación de lease-back. Los alquileres superan los 100 dólares por pie cuadrado (1076,4 €/m²) en este edificio de Clase A, según el New York Observer, lo que lo convierte en uno de los 80 edificios de Nueva York con alquileres de tres dígitos.
Fue planeado originalmente como parte de un proyecto que constaba de dos torres simétricas a cada lado de la avenida para crear una importante puerta de entrada a la parte septentrional de la Quinta Avenida. El edificio anexa la nueva torre a tres edificios preexistentes, uno de los cuales es el Knox Building (1902), de 10 plantas y estilo Beaux Arts, que sirvió como la sede original para el Republic National Bank de Nueva York.

## Lista de inquilinos

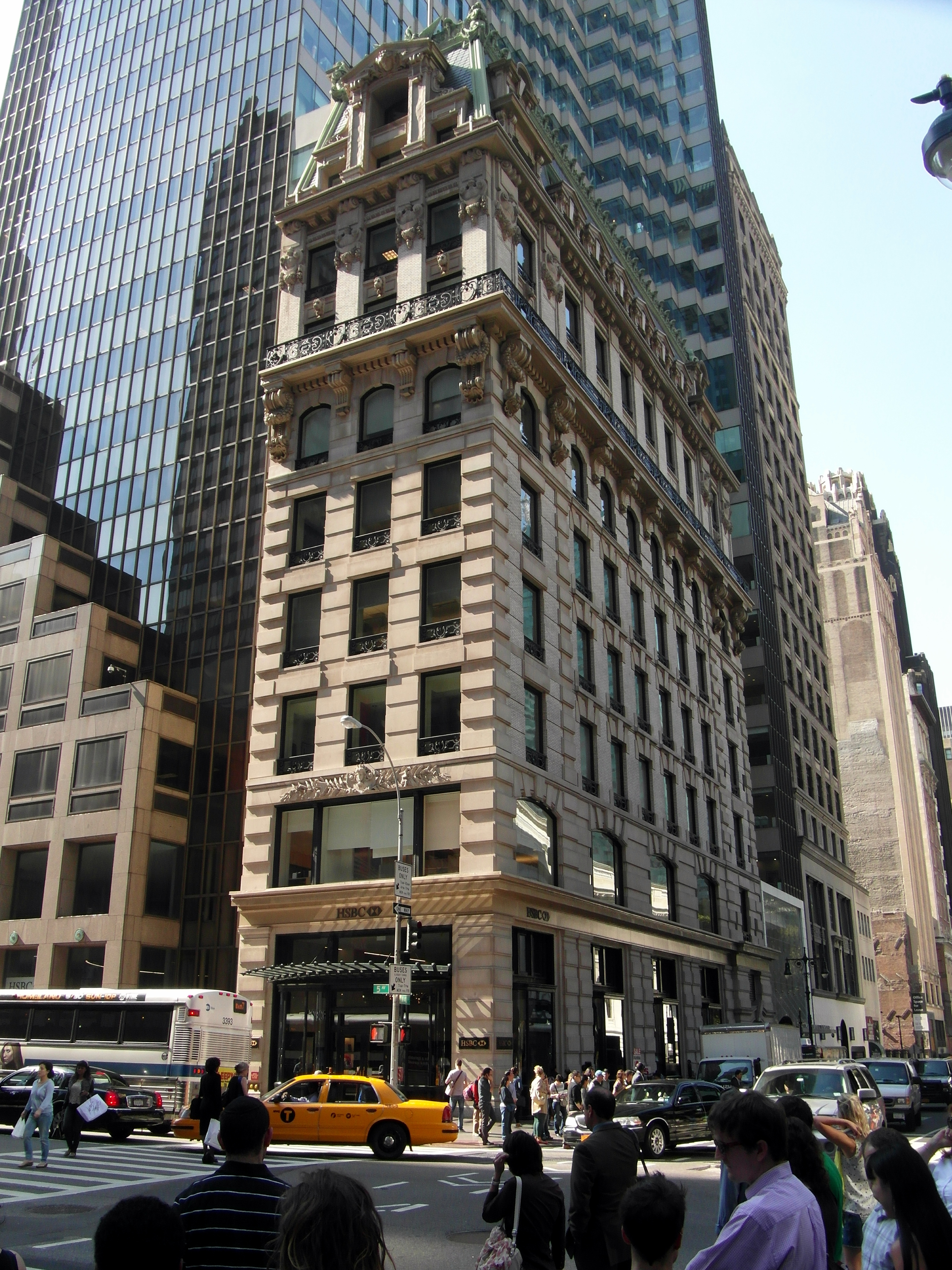
Knox Hat Building.

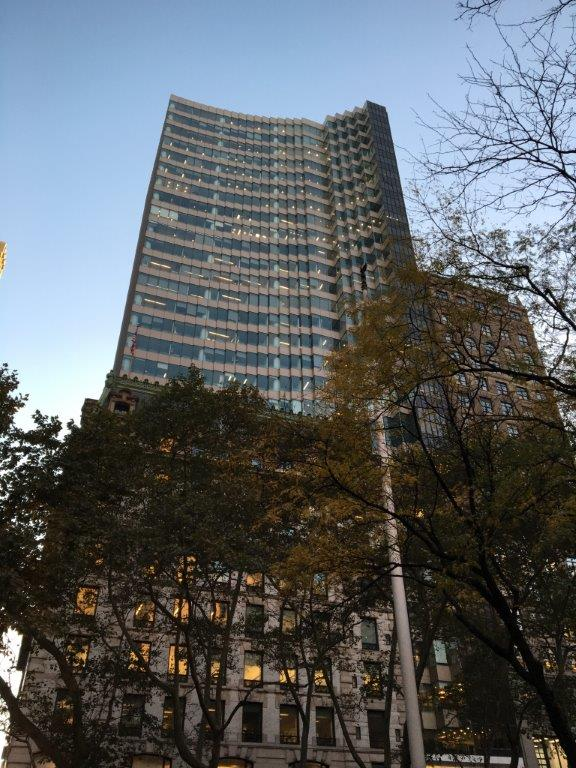
Torre HSBC vista desde Bryant Park.

El edificio está totalmente ocupado. Entre los inquilinos destacan:
- Baker & McKenzie
- HSBC Bank USA
- KLS Diversified
- Man Group
- NCH Capital
- PBC USA Real Estate
- R.W. Pressprich
- StormHarbor Securities LP
- Tilden Park Capital Management
- TriPointe Capital Partners
- VTB Capital See Their Space
- Wood Mackenzie